# Rurdorf
Rurdorf (Nederlands: Roerdorp) is een plaats in de Duitse gemeente Linnich, deelstaat Noordrijn-Westfalen, en telt 705 inwoners (2011).

## Geschiedenis
Van de middeleeuwen tot 1795 vormde Rurdorf (Roerdorp) samen met Welz een exclave van het Land van 's-Hertogenrade in het Hertogdom Gulik. Het was van 1555 tot 1715 Spaans, van 1715 tot 1795 Oostenrijks en van 1795 tot 1814 Frans gebied.